# 셜리 메이슨
셜리 메이슨(Shirley Mason, 1900년 7월 2일 ~ 1979년 7월 27일)은 미국의 배우이다.